# Янковий Сергій Васильович
Сергі́́й Васи́льович Янкови́й — солдат Збройних сил України.
Народився 1 березня 1994 року.
Кіборг Сергій з самого початку війни перебував у найгарячіших точках.
У травні 2013 року вступив до лав ЗСУ, 79-а бригада.
З червня 2014-го у складі бригади тримав оборону в Донецькому аеропорту, перебував там до глибокої осені.

## Нагороди
За особисту мужність і героїзм, виявлені у захисті державного суверенітету та територіальної цілісності України, вірність військовій присязі під час російсько-української війни нагороджений
- орденом «За мужність» III ступеня (4.12.2014)